# Alocodesmus dentaus
Alocodesmus dentaus är en mångfotingart som beskrevs av Carl Graf Attems 1931. Alocodesmus dentaus ingår i släktet Alocodesmus och familjen Chelodesmidae. Inga underarter finns listade i Catalogue of Life.